# Füles (revistă)
Füles este o revistă de jocuri și benzi desenate publicată în Ungaria începând din 3 februarie 1957. Ea apare în fiecare marți.
Profilul revistei este distractiv. În paginile ei sunt publicate diferitele tipuri de puzzle-uri, cuvinte încrucișate, jocuri de logică, rebusuri, mutări de șah etc. O secțiune importantă a acestei revistei este formată de benzi desenate care adaptează operele literare clasice maghiare și străine. Raportul între puzzle-uri și articole este de 70-30%.

## Istoric
Primul număr al revistei Füles a apărut pe 3 februarie 1957, fiind publicată de Ifjúsági Lapkiadó Vállalat. Revista a fost privatizată în 1992, fiind cumpărată de compania olandeză VNU, fondată de Erasmus Press.
În 2005 revista a obținut premiul Superbrands.
Redactorii șefi ai revistei de la fondare până în prezent au fost:
- György Gál (1957 - iunie 1958)
- András Gelléri (redactor responsabil în 1958-1962, apoi redactor șef în 1962-1968)
- László Tiszai (1968-1992)
- Gábor Udvari (1993)
- Tibor Sebes (1993-1995)
- Ferenc Bőcs (1995-1997)
- Tibor Nádasi (1997-1998)
- György Bodansky (1998 până în 2000)
- Zoltán Erős (2000-2009)
- Ede Markos (din 2009)

Cei mai cunoscuți artiști de benzi desenate sunt Pál Korcsmáros și Ernő Zórád.
Numărul 3000 al revistei Füles a apărut pe 19 august 2014.